# 1975-ös magyar férfi röplabdabajnokság
Az 1975-ös magyar férfi röplabdabajnokság a harmincadik magyar röplabdabajnokság volt. A bajnokságban tizenkét csapat indult el, a csapatok az előző évi szereplés alapján két csoportban (1-6. és 7-12. helyért) három, illetve négy kört játszottak. Az első csoport utolsó két és a második csoport első két helyezettje egymás közt még egy kört játszott az első csoportba jutásért.
Az MTK és a VM Egyetértés egyesült MTK-VM néven.

## Tabella
| #   | Csapat                   | M  | Gy | V  | Sz+ | Sz- | P  |
| --- | ------------------------ | -- | -- | -- | --- | --- | -- |
| 1.  | Újpesti Dózsa            | 15 | 12 | 3  | 41  | 15  | 27 |
| 2.  | Csepel SC                | 15 | 12 | 3  | 38  | 17  | 27 |
| 3.  | Bp. Spartacus            | 15 | 9  | 6  | 30  | 27  | 24 |
| 4.  | Bp. Honvéd               | 15 | 7  | 8  | 29  | 35  | 22 |
| 5.  | Bp. Vasas Izzó           | 15 | 3  | 12 | 20  | 38  | 18 |
| 6.  | Vasas SC                 | 15 | 2  | 13 | 14  | 40  | 17 |
|     |                          |    |    |    |     |     |    |
| 7.  | Kecskeméti SC            | 20 | 14 | 6  | 48  | 31  | 34 |
| 8.  | Székesfehérvári Volán    | 20 | 12 | 8  | 43  | 31  | 32 |
| 9.  | Testnevelési Főiskola SE | 20 | 9  | 11 | 37  | 38  | 29 |
| 10. | MTK-VM                   | 20 | 9  | 11 | 40  | 42  | 29 |
| 11. | Zalaegerszegi TE         | 20 | 9  | 11 | 39  | 46  | 29 |
| 12. | Szolnoki Vízügy-Dózsa    | 20 | 7  | 13 | 28  | 47  | 27 |

* M: Mérkőzés Gy: Győzelem V: Vereség Sz+: Nyert szett Sz-: Vesztett szett P: Pont

## Helyosztó
| #  | Csapat                | M | Gy | V | Sz+ | Sz- | P |
| -- | --------------------- | - | -- | - | --- | --- | - |
| 1. | Kecskeméti SC         | 3 | 3  | 0 | 9   | 3   | 6 |
| 2. | Bp. Vasas Izzó        | 3 | 2  | 1 | 7   | 3   | 5 |
| 3. | Vasas SC              | 3 | 1  | 2 | 4   | 6   | 4 |
| 4. | Székesfehérvári Volán | 3 | 0  | 3 | 1   | 9   | 3 |

* M: Mérkőzés Gy: Győzelem V: Vereség Sz+: Nyert szett Sz-: Vesztett szett P: Pont